# Unibanco
Unibanco est une banque du Brésil, fondée en 1924, ayant son siège à São Paulo, dans l'État de São Paulo. Elle a fusionné en 2008 avec Banco Itaú dans Itaú Unibanco.